# Henri Arius
Pour les articles homonymes, voir Arius.
Henri Arius, de son vrai nom Henri Octave Marie Bernascon, est un acteur français né le 19 septembre 1897 à Marseille et mort le 8 mai 1968 dans cette même ville.
Il est inhumé au cimetière Saint-Pierre de Marseille. Henri Arius est le père de Frédéric Gérard (acteur, chanteur et  animateur).

## Filmographie
- 1940 : Le Roi des galéjeurs de Fernand Rivers
- 1941 : Les Petits Riens de Raymond Leboursier : non crédité
- 1941 : Le soleil a toujours raison de Pierre Billon
- 1941 : La Troisième Dalle de Michel Dulud
- 1942 : Cap au large / Vent debout de Jean-Paul Paulin
- 1942 : Simplet de Fernandel : le curé (non crédité)
- 1942 : La Bonne Étoile de Jean Boyer : Pétavin
- 1943 : Ne le criez pas sur les toits de Jacques Daniel-Norman : Trapu
- 1943 : Jeannou de Léon Poirier
- 1945 : L'Aventure de Cabassou de Gilles Grangier : Carcenac
- 1945 : Le Gardian de Jean de Marguenat
- 1945 : Naïs de Raymond Leboursier et Marcel Pagnol : Maître Rostaing
- 1945 : Sérénade aux nuages d'André Cayatte
- 1946 : Cœur de coq de Maurice Cloche : Lacorbière
- 1946 : La Dame de Haut-le-Bois de Jacques Daroy
- 1946 : Inspecteur Sergil de Jacques Daroy : le concierge
- 1947 : Pour une nuit d'amour d'Edmond T. Gréville
- 1947 : Rumeurs de Jacques Daroy : le maire
- 1947 : Escale au soleil, court métrage d'Henri Verneuil
- 1947 : Quai des Orfèvres d’Henri-Georges Clouzot : Léopardi, auteur-compositeur
- 1948 : Si ça peut vous faire plaisir de Jacques Daniel-Norman : Monsieur Pilule
- 1948 : Sergil et le Dictateur de Jacques Daroy : Ricardo Mendes
- 1949 : Deux amours de Richard Pottier : un client
- 1949 : L'École buissonnière de Jean-Paul Le Chanois : le maire
- 1949 : La Passagère de Jacques Daroy
- 1949 : La Belle que voila de Jean-Paul Le Chanois : Tordo, le patron de l'hôtel
- 1949 : L'Épave de Willy Rozier : le directeur
- 1949 : Millionnaires d'un jour d'André Hunebelle : le cafetier de Villeneuve (non crédité)
- 1950 : Le Bagnard de Willy Rozier
- 1950 : Meurtres ? de Richard Pottier : un voisin
- 1950 : La Rosière de Gonfaron, court métrage de Willy Rozier
- 1951 : Porte d'Orient de Jacques Daroy
- 1951 : Fortuné de Marseille d'Henri Lepage et Pierre Méré
- 1951 : Le Garçon sauvage de Jean Delannoy : Victor, le patron du café
- 1951 : Sergil chez les filles de Jacques Daroy : Fernand
- 1952 : Le Club des 400 coups de Jacques Daroy : le maire
- 1952 : L'Île aux femmes nues d'Henri Lepage : l'aubergiste
- 1952 : Je l'ai été trois fois de Sacha Guitry : le docteur Marinier (non crédité)
- 1952 : Manon des sources de Marcel Pagnol : Claudius
- 1953 : Mon mari est merveilleux d'André Hunebelle : le patron du bistrot
- 1953 : Le Boulanger de Valorgue d’Henri Verneuil : le forgeron
- 1953 : Carnaval d'Henri Verneuil : le maire
- 1953 : L'Envers du paradis d'Edmond T. Gréville
- 1953 : La Route Napoléon de Jean Delannoy : le boucher
- 1954 : L'Étrange Désir de monsieur Bard de Géza von Radványi : le commissaire
- 1954 : Les Lettres de mon moulin de Marcel Pagnol : M. Decanis
- 1954 : Monsieur Scrupule gangster de Jacques Daroy
- 1954 : La Caraque blonde[1] de Jacqueline Audry
- 1954 : Quai des blondes de Paul Cadéac : le capitaine de l'Atlanta
- 1954 : À toi de jouer Callaghan de Willy Rozier : le commissaire Merlin
- 1954 : Le Tournant dangereux de Robert Bibal
- 1955 : Mademoiselle de Paris de Walter Kapps : l'acteur
- 1956 : Le Secret de sœur Angèle de Léo Joannon : le portier
- 1956 : Honoré de Marseille de Maurice Regamey : Bonafous
- 1957 : Le Cas du docteur Laurent de Jean-Paul Le Chanois : le docteur Bastide
- 1957 : Pas de grisbi pour Ricardo d'Henri Lepage
- 1957 : Quai des illusions d'Émile Couzinet
- 1957 : Sous le ciel de Provence (Quatre pas dans les nuages) de Mario Soldati : le chef de gare
- 1957 : Le Chômeur de Clochemerle de Jean Boyer : un habitué du café
- 1957 : Cigarettes, whisky et p'tites pépées de Maurice Regamey : un passager à la douane
- 1957 : La loi, c'est la loi de Christian-Jaque : le maire
- 1958 : Croquemitoufle (Les Femmes des autres) de Claude Barma : le chauffeur de taxi
- 1958 : Sérénade au Texas de Richard Pottier : l'épicier
- 1958 : La Fille de feu d’Alfred Rode : le commandant Ramirez
- 1958 : L'Eau vive de François Villiers : l’oncle de Cavaillon
- 1959 : Toi, le venin de Robert Hossein : Titin
- 1960 : Cocagne de Maurice Cloche
- 1961 : Un nommé La Rocca de Jean Becker : un chef à la prison
- 1961 : Le Comte de Monte-Cristo  de Claude Autant-Lara : le menuisier, successeur du père Dantès
- 1963 : La Cuisine au beurre de Gilles Grangier : le maire
- 1964 : Le Gendarme de Saint-Tropez de Jean Girault : un pêcheur dans son bateau
- 1966 : La Bourse et la Vie de Jean-Pierre Mocky

## Théâtre
- 1952 : Marius de Marcel Pagnol, Théâtre des Célestins